# Nicolaas Cortlever

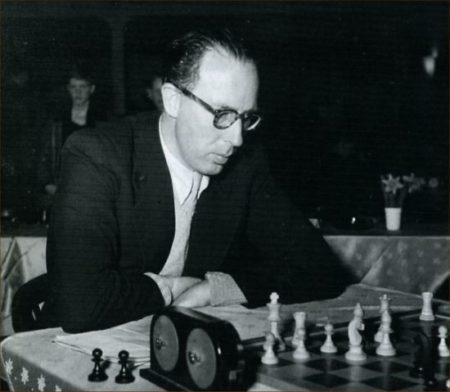
Nico Cortlever (1939)

Nicolaas Cortlever (* 14. Juni 1915 in Amsterdam; † 5. April 1995) war ein starker niederländischer Schachspieler.
Cortlever nahm für die Mannschaft der Niederlande an der inoffiziellen Schacholympiade 1936 sowie an den Schacholympiaden 1939, 1950, 1952 und 1954 teil. Er erreichte 1950 am vierten Brett das zweitbeste Einzelergebnis. Er gewann Turniere 1939 in Beverwijk und 1942 in Leeuwarden. Mehrfach qualifizierte er sich für die niederländische Landesmeisterschaft.
Von der FIDE wurde ihm 1950 der Titel Internationaler Meister verliehen.
In der Eröffnung trägt eine Variante der Sizilianischen Verteidigung seinen Namen: 1. e4 c5 2. Sf3 d6 3. d4 Sf6 4. dxc5. Auch schuf er mehrere Endspielstudien.
Seine letzte Elo-Zahl betrug 2390, im Juli 1971 hatte er seine höchste Elo-Zahl von 2420. Vor Einführung der Elo-Zahlen betrug Cortlevers beste historische Elo-Zahl 2595 im Januar 1952.